# 埃爾蒂格雷島
13°16′19″N 87°38′28″W / 13.272°N 87.641°W

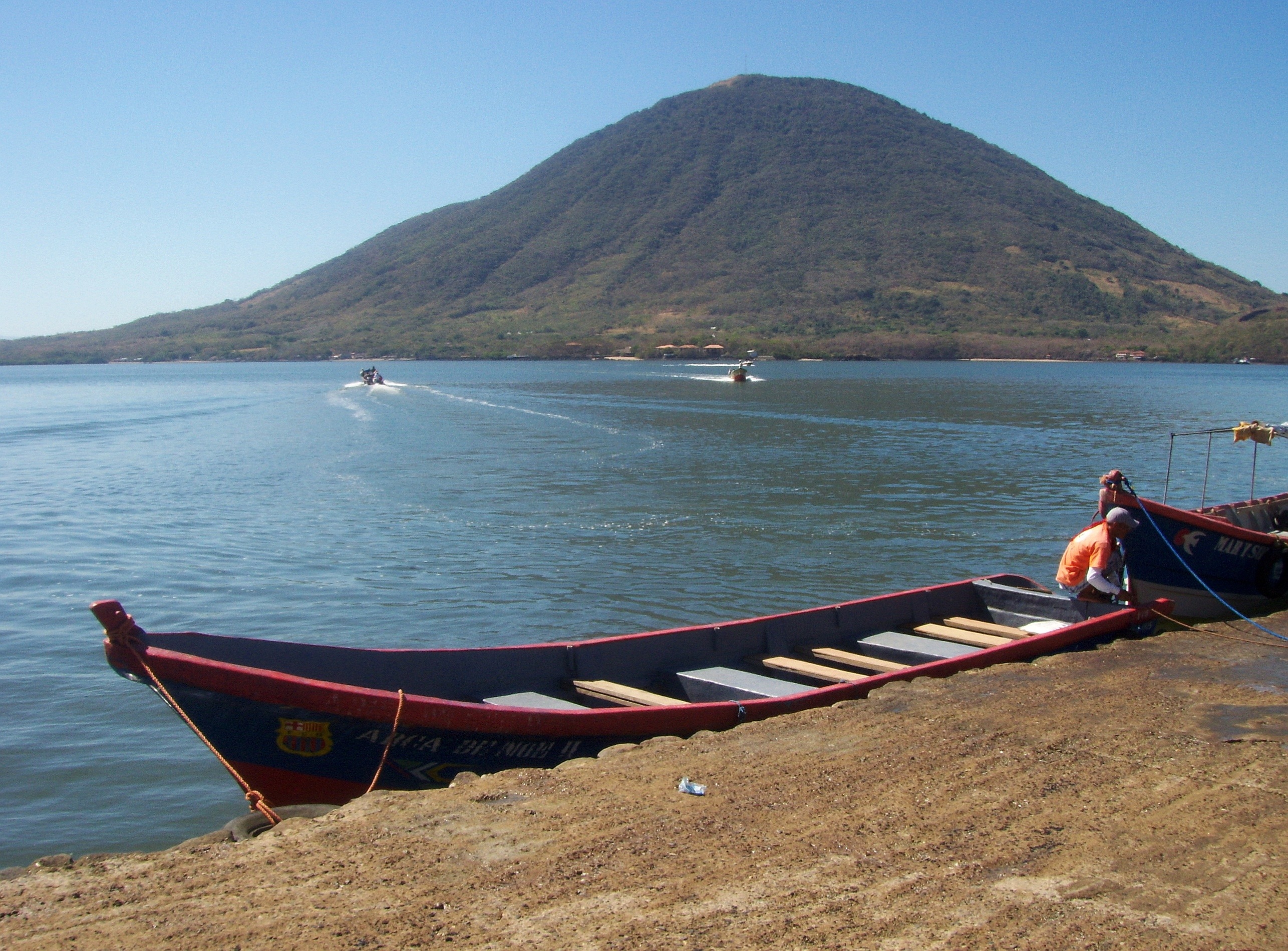

埃爾蒂格雷島是洪都拉斯的島嶼，位於豐塞卡灣，屬於中美洲火山弧的一部分，長5.9公里、寬5公里，面積20平方公里，最高點海拔高度783米，2001年人口5,428。

## 外部連結
- Global Volcanism Program: Isla el Tigre （页面存档备份，存于）